# Forêt de protection
Une forêt de protection, une forêt protectrice, est une forêt identifiée comme préservant soit la sécurité de riverains contre certains risques naturels, soit la santé et la qualité de vie d'habitants de zones urbanisées, soit des écosystèmes particulièrement sensibles qu'elle héberge. Cette reconnaissance est actée selon une réglementation appropriée ou un contrat adapté, afin de la protéger, de la gérer ou de la restaurer en garantissant son objectif de protection. Elle peut être publique (domaniale ou communale) ou privée.

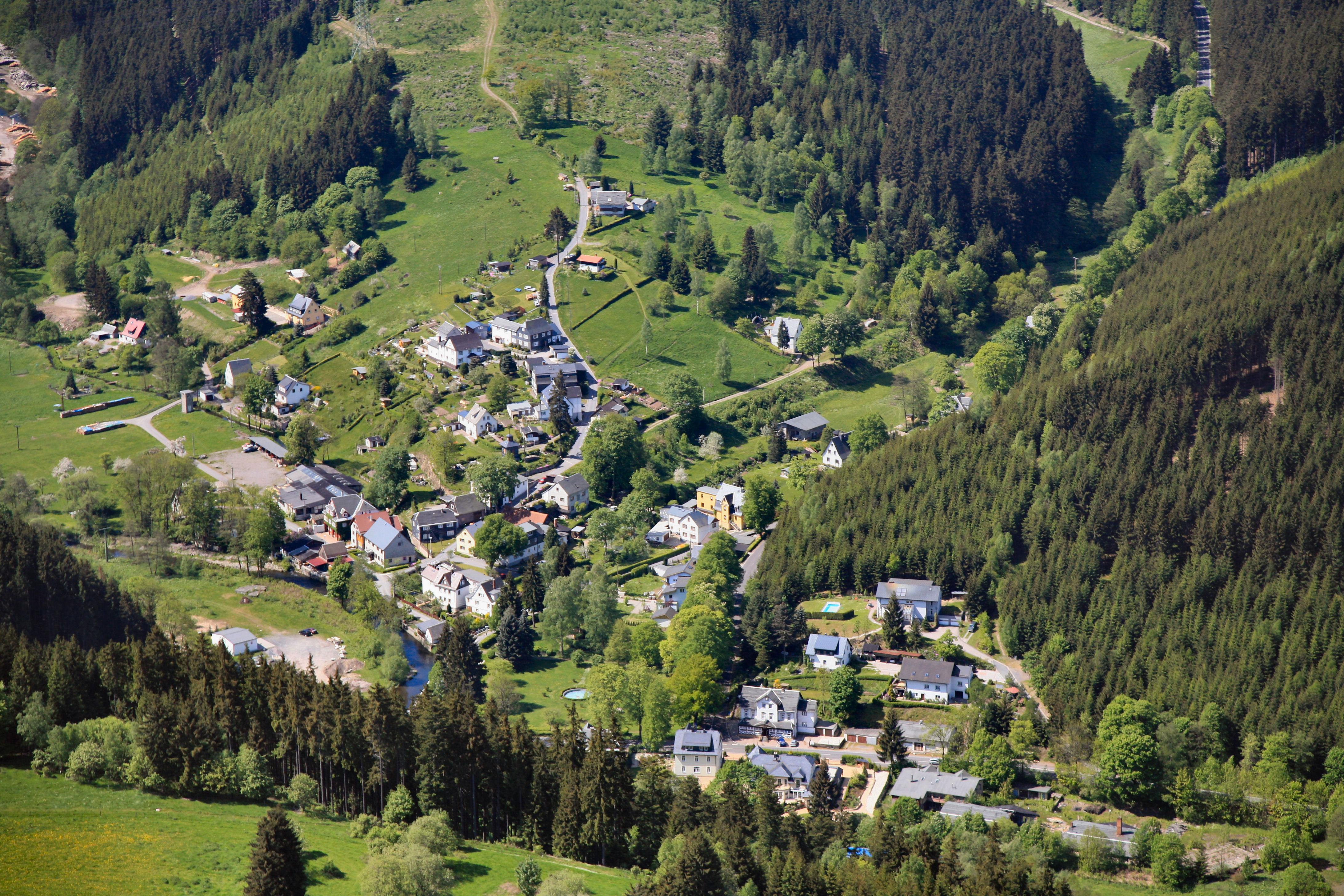
Les boisements de pentes, s'ils sont judicieusement positionnés, protègent, le plus souvent efficacement, les vallées habitées des avalanches, des chutes de pierres et coulées de boue.

## Dans le monde

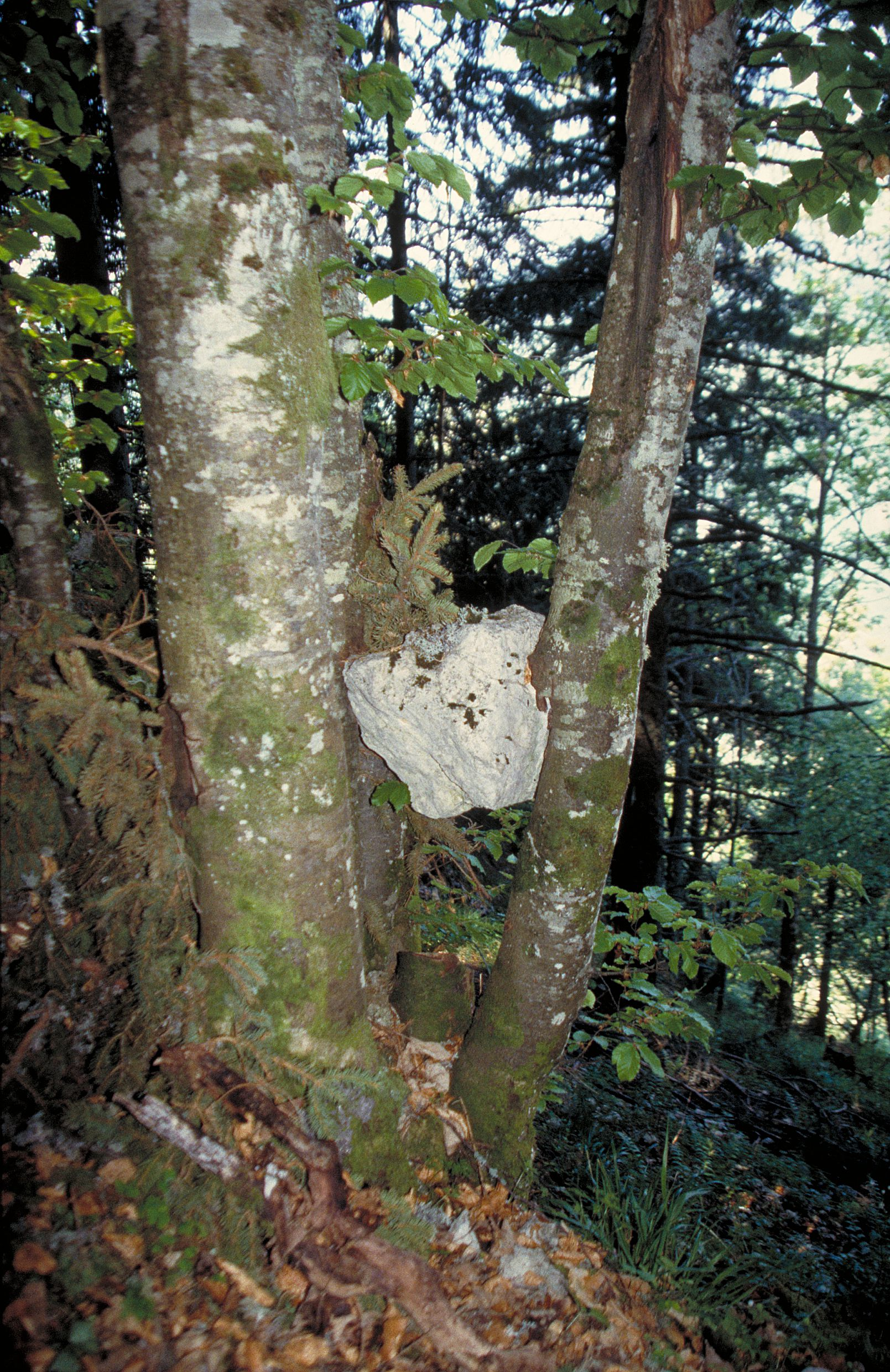
En montagne, les feuillus à troncs multiples, ou cépées, sont plus efficaces pour retenir les blocs qui se détachent du sommet (ici, dans la forêt domaniale du Boutat, Isère).

Elles sont protégées contractuellement ou de manière obligatoire (avec expropriation le cas échéant) pour assurer le maintien des sols contre l'érosion, les avalanches, coulées de boue, le risque d'incendie, mais aussi pour retenir les chutes de blocs, etc. notamment sur les montagnes et sur les pentes, participant en hiver à la défense contre les avalanches et à l'infiltration de l'eau dans les nappes au profit d'une régulation des débits et volumes de crue en aval. En effet, un boisement diversifié (en termes d'essences et de classes d'âges) offre la meilleure protection du sol grâce au tissu racinaire qui stabilise les substrats vulnérables à l'érosion. Il permet aussi une meilleure résilience écologique.
Dans certains pays, des boisements de petites tailles peuvent être plantés et/ou protégés pour contribuer à la dépollution des eaux de surface et à la protection des nappes et champs captants fournissant l'eau potable. Le boisement pérenne y garantit l'absence de construction, d'activités très polluantes et d'agriculture (cf. risques chimiques liés aux intrants tels qu'engrais et pesticides, et risque microbien lié aux excréments et lisiers animaux).
Ces forêts ont une importance particulière dans les pays où le relief est marqué et où le risque sismique est élevé, au Japon par exemple, où Akira Miyawaki a développé de nouvelles techniques de restauration de forêts (qui ont contribué à créer ou améliorer 1 400 forêts de protection dans ce pays)[réf. souhaitée].
Ces forêts peuvent être gérées comme des réserves naturelles intégrales ou exploitées avec précaution, sur autorisation, avec des cahiers des charges garantissant une minimisation des impacts négatifs de la gestion sur l'environnement.
Dans les montagnes européennes, « si l'augmentation de la température de 2 à 4 °C se confirme dans les prochaines décennies, la montée en altitude des feuillus rendra les forêts plus efficaces contre les chutes de pierres et celle des résineux diminuera le risque d'avalanche ». Ces résultats sont issus de travaux menés par Irstea, dont des essais en grandeur réel réalisés sur le site expérimental de Vaujany dans l'Isère ou des simulations à l'aide d'outils numériques, comme RockforNET ou Rockyfor3D, tous deux en accès libre sur le site de la fondation ecorisQ (une association internationale qui regroupe des professionnels de la gestion des risques naturels).

## Forêts périurbaines de protection
Dans certains pays, dont la France, la loi permet le classement (quel que soit le propriétaire) de ceintures vertes ou de forêts périurbaines en périphérie des grandes agglomérations, et dans toute zone où leur maintien s'impose pour des raisons écologiques ou pour le bien-être de la population. Elles sont souvent multifonctionnelles dans leurs objectifs. Cette dernière possibilité a été utilisée notamment en Île-de-France, pour les massifs de Fontainebleau, Rambouillet, Sénart, Fausses-Reposes et Saint-Germain-en-Laye.

## En France
Cette notion semble être préfigurée par une loi de 1859 votée alors que d'une part la disponibilité croissante du charbon atténue la pression sur les forêts, mais que d'autre part on prend conscience que les déboisements ont de graves conséquences sur le cycle de l'eau et en matière d'érosion et de microclimats ; le législateur y autorise le défrichement en coupes de plus de 10 hectares après déclaration préalable à l'autorité compétente et en inventant au passage ou préfigurant la notion de forêt de protection. Il précise que l'administration peut s'opposer au défrichement si la conservation du boisement est reconnue nécessaire :
1. « Au maintien des terres, sur les montagnes ou sur les pentes » ;
2. « À la défense du sol, contre les envahissements des fleuves, rivières ou torrents » ;
3. « À l'existence des sources et cours d'eau » ;
4. « À la protection des dunes, et des côtes, contre les érosions de la mer et l'envahissement des sables » ;
5. « À la défense du territoire, dans la partie de la zone frontière, qui sera déterminée par un règlement » ;
6. « À la salubrité publique ».

…autant de motifs dont l'importance ne sera jamais contestée, mais qui, faute de définition juridique précise s'avéreront difficiles à déterminer. Il n'y a pas de classement, l'administration doit faire valoir ses arguments au cas par cas, pour les milliers de dossiers de demande d'autorisation, ce qu'elle ne peut faire correctement faute de moyens.
Plus tard, la « forêt de protection » désignera un statut défini dans le code forestier français, aux articles L. 141-1 et R. 141-1 et suivants. Il s'agit de la protection foncière la plus stricte applicable aux forêts en France, avec un classement à l'échelle de la parcelle cadastrale validé par le Conseil d'État.
La première possibilité de classer des boisements en forêts de protection date de la loi du 28 avril 1922, pour protéger les sols contre l'érosion, les avalanches et l'envahissement des eaux (la liste des objectifs s'est étendue depuis cette date, en particulier le Code forestier a été modifié en 1976 pour inclure le motif de protection des écosystèmes (ce motif a été utilisé en 1982 pour classer les 80 ha relictuels du bois Dardennes à Ducey, restes d'une ancienne forêt alluviale de la Manche qui, selon la tradition locale, aurait été la forêt de Scissy submergée par un raz-de-marée au VIIIe siècle).
C'est le préfet ou l'État qui initie le classement en forêt de protection.
Si le boisement à classer s'étend sur plusieurs départements, le ministre de l'Agriculture confie la gestion de la procédure à l'un des préfets.
Vers 2007, 114 500 ha étaient classés au titre de la forêt de protection. En 2011, 150 400 hectares en métropole (0,9 % de la surface forestière) sont classés en forêt de protection en France, dans 34 départements, en zones de montagne, littorales, périurbaines et en zones alluviales inondables rhénanes. Les départements de France comptant le plus de superficie en forêts de protection sont la Seine-et-Marne avec 28 000 ha et les Yvelines avec 25 000 ha (forêts périurbaines pour ces 2 départements), puis vient l'Ariège avec 12 500 ha concernés (risques naturels de glissement des terres, avalanches et éboulements).

### Types de forêts concernées
Tous les types de forêt peuvent être concernés : primaires ou secondaires, anciennes ou récemment reconstituées, publiques et relevant du régime forestier, ou privées. Dans ce dernier cas, le propriétaire peut faire approuver par le préfet un règlement d'exploitation pris sur avis du directeur départemental de l'Agriculture, en tenant compte des motifs qui ont entraîné le classement, et auprès duquel il doit déposer des demandes ponctuelles d'autorisations spéciales de coupes. La diminution du revenu normal d'un propriétaire peut faire valoir indemnisation par l'État. Le propriétaire peut aussi exiger l'acquisition (qui se fait de gré à gré, ou au prix des domaines par voie d'expropriation) des bois classés s'il prouve que le classement l'a privé d’au moins la moitié du revenu normal qu'il retirait de sa forêt.

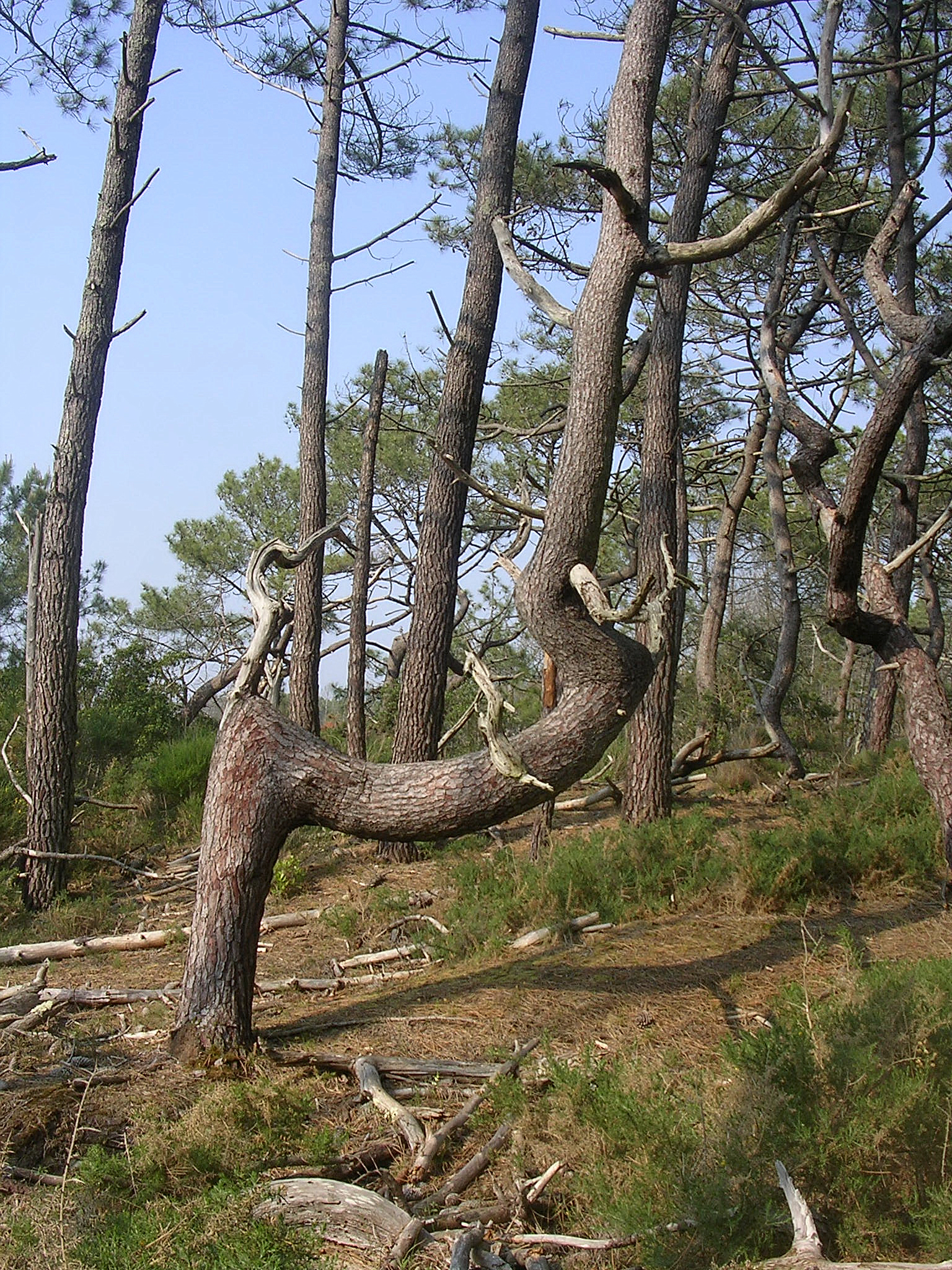
Arbre déformé par l'action du vent de la forêt de protection de la Mallouyere à Mimizan, dans le département français des Landes.

Selon leurs fonctions prioritaires et position géographique, on les classe en :
forêt de montagneclassées pour leur fonction de protection contre les chutes de blocs et les avalanches (en stabilisant la neige sur leur houppier et sous leur couvert) et/ou pour lutter contre l'érosion et/ou pour leur valeur écologique
forêt littoralepour la fixation des dunes et la protection contre l'érosion éolienne ou marine, ou contre la submersion
forêt alluvialepour leur grande valeur écologique, et la protection de l'eau (ex. : la quasi-totalité des forêts rhénanes)
forêt périurbainefonctions aménitaires (dont rôle social, pédagogique et d'accueil du public). En 1992, le ministre de l'Agriculture a produit une circulaire qui définit des directives de gestion des forêts domaniales périurbaines, insistant sur la nécessité d'être vigilant pour leur protection foncière, mais aussi sur la sauvegarde de la diversité biologique. L'un des derniers classements à ce titre est celui de la forêt de Bondy au mois d'août 2022 sur une partie des communes de Clichy-sous-Bois, Coubron et Montfermeil dans le département de la Seine-Saint-Denis.
Le portail des données ouvertes du gouvernement français donne une liste de ces parcelles forestières au 1er mai 2023 un total de 167 852,91 hectares : allant de 6,11 ha (Entrages ; forêt de Chabrières dans les Alpes-de-Haute-Provence) à 6 717,77 ha (La Tremblade, Les Mathes, Saint-Augustin, Saint-Palais-sur-Mer : massif de la presqu'île d'Arvert) selon les données de novembre 2019 mises à jour). La plus grande forêt de protection en France est le massif de Fontainebleau, classé en 2002. Plutôt que de classer la forêt de Fontainebleau (28 500 hectares accueillant environ 13 millions de visiteurs par an) en réserve naturelle ou en parc naturel comme le souhaitaient de nombreuses ONG, la France l'a classée en forêt de protection (décret du ministère de l'Agriculture, paru au Journal officiel le 23 avril 2002). Parmi les derniers massifs classés en forêt de protection citons le massif de Rambouillet. Il a été classé par décret en Conseil d'État le 11 septembre 2009, à l'issue d'une procédure menée par la direction départementale de l’Équipement et de l'Agriculture des Yvelines. Le périmètre concerne 25 500 ha répartis sur 40 communes, et constitué pour moitié de forêt domaniale et de forêt privée (près de 2 750 propriétaires). La forêt de Bouconne, située en Haute-Garonne et dans le Gers, a été classée le même jour. Le massif de Haye (plus de 10 000 hectares), situé à l'ouest du Grand Nancy, en Meurthe et Moselle, a été classé par décret du 29 octobre 2018 en forêt de protection.

### Règlementation, dérogations
La fréquentation du public peut être interdite, mais c'est rarement le cas. Le pâturage (sauf cas particuliers, sur autorisation), le camping, le caravaning sont interdits dans ces forêts ainsi que tout changement d'affectation ou mode d'occupation qui pourrait compromettre la conservation ou la protection des boisements.
Sont également interdits tout défrichement, fouille, emprise d'infrastructure publique ou privée, exhaussement du sol ou dépôt sauf s'il s'agit d'équipements indispensables à la protection des forêts (sous réserve d'une notification préalable au directeur départemental de l'Agriculture).
La circulation motorisée y est interdite sauf pour la gestion, l'exploitation et la défense de la forêt contre les incendies. Les infractions commises en forêt de protection relèvent de contraventions de 5e classe.
En 2018, un décret y permet par dérogation et à certaines conditions « des fouilles ou sondages archéologiques et la recherche ou l'exploitation souterraine des gisements d'intérêt national de gypse » Le préfet est alors destinaire d'une « analyse des incidences négatives et positives, directes et indirectes, temporaires et permanentes, à court, moyen et long terme de l'opération archéologique sur la destination forestière des lieux et les écosystèmes forestiers ; cette analyse est proportionnée à l'importance de l'opération et de ses incidences » et des mesures prévues par le demandeur pour « éviter les incidences négatives identifiées par l'analyse prévue au 3°, de réduire les incidences n'ayant pu être évitées et de compenser, lorsque cela est possible, les incidences négatives du projet qui n'ont pu être ni évitées ni suffisamment réduites, en précisant les conditions de remise en état des lieux au terme des travaux de fouille ou de sondage qui prévoient, sans modifier fondamentalement la topographie initiale des terrains concernés, le reboisement du site en essences forestières » ; l'absence de réponse du préfet « vaut décision de rejet » ; en cas d'accord, il peut aussi ajouter des prescriptions particulières.
Selon ForestTopics (avril 2023), « La liste des travaux possibles dans les massifs classés « forêts de protection » pourrait s'allonger et leur déclassement, sur des surfaces limitées, s'en trouver facilité. Certaines opérations perdraient leur nature dérogatoire ».

## Union européenne
Jusqu'au moins en 2018, les traités européens ne mentionnaient pas spécifiquement les forêts. L'Union européenne ne dispose pas de politique forestière commune. Toutefois, la reconnaissance du rôle de la forêt dans la protection des sols contre l'érosion y est établie.

## Suisse
La Suisse cite la fonction protectrice de la forêt dans une loi fédérale et dans de nombreuses lois cantonales.

#### Législation
- Code forestier (nouveau) : Section 2 : Régime spécial des forêts de protection (articles R. 141-12 à R. 141-38-9)
- Portail « Droit de l'environnement » de l'Atelier technique des espaces naturels (avec données jurisprudentielles pour l'Europe et la France).
- Outils de l'aménagement, « METHODOLOGIE - Une fiche pour faciliter la numérisation des servitudes (SUP) relatives aux forêts de protection pour cause d'utilité publique », sur outil2amenagement.cerema.fr, 19 août 2020 (consulté le 1er mai 2023)

#### Inventaires
- https://inventaire-forestier.ign.fr/IMG/pdf/IGD_2015_CRITERE-5.pdf sur IGN, l'inventaire forestier - 2015
- Site du ministère français de l'Agriculture et de la Pêche

#### Autres
- Le zonage des forêts, fonction de protection, film réalisé à l'issue de projets européens INTERREG Forêts de protection, conduits par l'ONF et le service forestier du canton du Valais (en savoir plus sur la méthode d'évaluation), 2016
- Site de la DDEA des Yvelines sur le classement en forêt de protection du massif de Rambouillet